# Konstal 105Na
Konstal 105Na — трамвай, що вироблявся в 1975—1992 компанією Konstal в Хожуві. Нині найпоширеніший трамвайний вагон в Польщі. Вузькоколійна версія цього трамваю має марку 805Na.

## Модифікації та модернізації
Стандартний вагон — 105Na — було випущено у кількості 1443 одиниць, а вузькоколійний 805Na — 691 вагон.

## Експлуатація
Ці трамваї експлуатуються у всіх польських містах з трамвайною мережею і є найбільшою групою серед рухомого складу трамваїв Польщі. Більшість трамваїв експлуатуються в двохвагонних поїздах, а в Бидгощу, Лодзю, Паб'яницях, Ченстохові (01.04.2011), Ельблонгу, Верхньосілезькому Метрополісу, Гданську (з 29.01.2010), Грудзьондзу в Щецині, Торуні і Варшаві також можна зустріти одиночні вагони. У зв'язку з відсутністю можливості гальмування одного вагона у випадку несправності, в Кракові даний тип трамваю не експлуатується, тому що вони створюють дуже серйозну загрозу. У Вроцлаві також ці вагони списані та перетворенні на склади. У Щецині і Лодзі в День усіх святих трамваї зчеплювали в поїзди з трьох вагонів, а в Кракові і Варшаві трьохвагонні поїзди працюють на постійній основі. 1 січня 1992 в Познані, 22 лютого 2010 року в Гданську експлуатація трьохвагонних поїздів була завершена. Заборонена їхня експлуатація в Щецині в зв'язку з трамвайною аварією в 1967 році. Під час реконструкції траси у Вроцлаві ходили поїзди з двох вагонів 105Na в човниковому режимі (вагони були з'єднані задніми частинами один до одного). Також була спроба запустити в човниковому режимі під час ремонту одного з віадуків у Варшаві але через малий попит збоку пасажирів від цього відмовились.
Кількість діючих у Польщі типів вагонів 105Na і 805Na (27 лютого 2013 року):
| Країна | Місто                 | Трамвайна мережа              | Вид   | Роки поставок | Кількість, шт. | Модернізованих |
| ------ | --------------------- | ----------------------------- | ----- | ------------- | -------------- | -------------- |
| Польща | Бидгощ                | Бидгощський трамвай           | 805Na | 1980-1990     | 112            | 2              |
| Польща | Варшава               | Варшавський трамвай           | 105Na | 1980-1990     | 280            | 222            |
| Польща | ВПР                   | Верхньосілезький трамвай      | 105Na | 1979-?        | 170            | 94             |
| Польща | Вроцлав               | Вроцлавський трамвай          | 105Na | 1975–1991     | 120            | 168            |
| Польща | Гожув-Великопольський | Гожув-Великопольський трамвай | 105Na | 1975-?        | 17             |                |
| Польща | Грудзьондз            | Грудзьондзький трамвай        | 805Na | 1980-1988     | 13             | 6              |
| Польща | Гданськ               | Гданський трамвай             | 105Na | 1975-1990     | 57             |                |
| Польща | Ельблонг              | Ельблонзький трамвай          | 805Na | 1980-1990     | 20             |                |
| Польща | Краків                | Краківський трамвай           | 105Na | 1979-1992     | 128            |                |
| Польща | Лодзь                 | Лодзинський трамвай           | 805Na | 1977-1990     | 254            | 176            |
| Польща | Познань               | Познанський трамвай           | 105Na | 1979-1990     | 136            |                |
| Польща | Торунь                | Торунський трамвай            | 805Na | 1980-ті       | 42             | 13             |
| Польща | Ченстохова            | Ченстоховський трамвай        | 105Na | 1975-1990     | 46             |                |
| Польща | Щецин                 | Щецинський трамвай            | 105Na | 1981-1992     | 49             | 34             |
| Разом  | Разом                 | Разом                         | Разом | Разом         | 1444           | 715            |

## Галерея

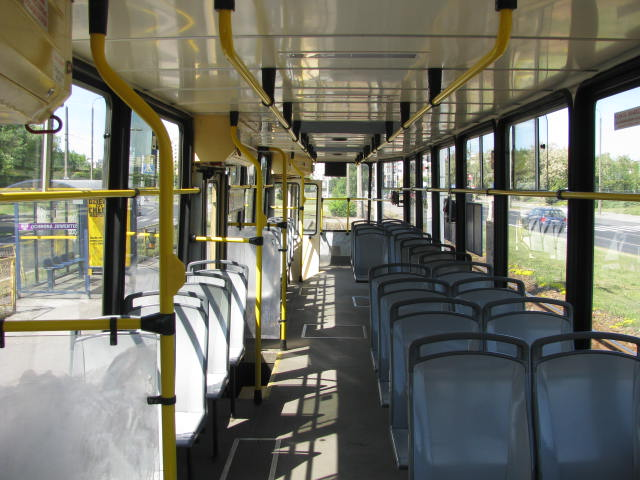
Бидгощський Konstal 805Na - інтер'єр
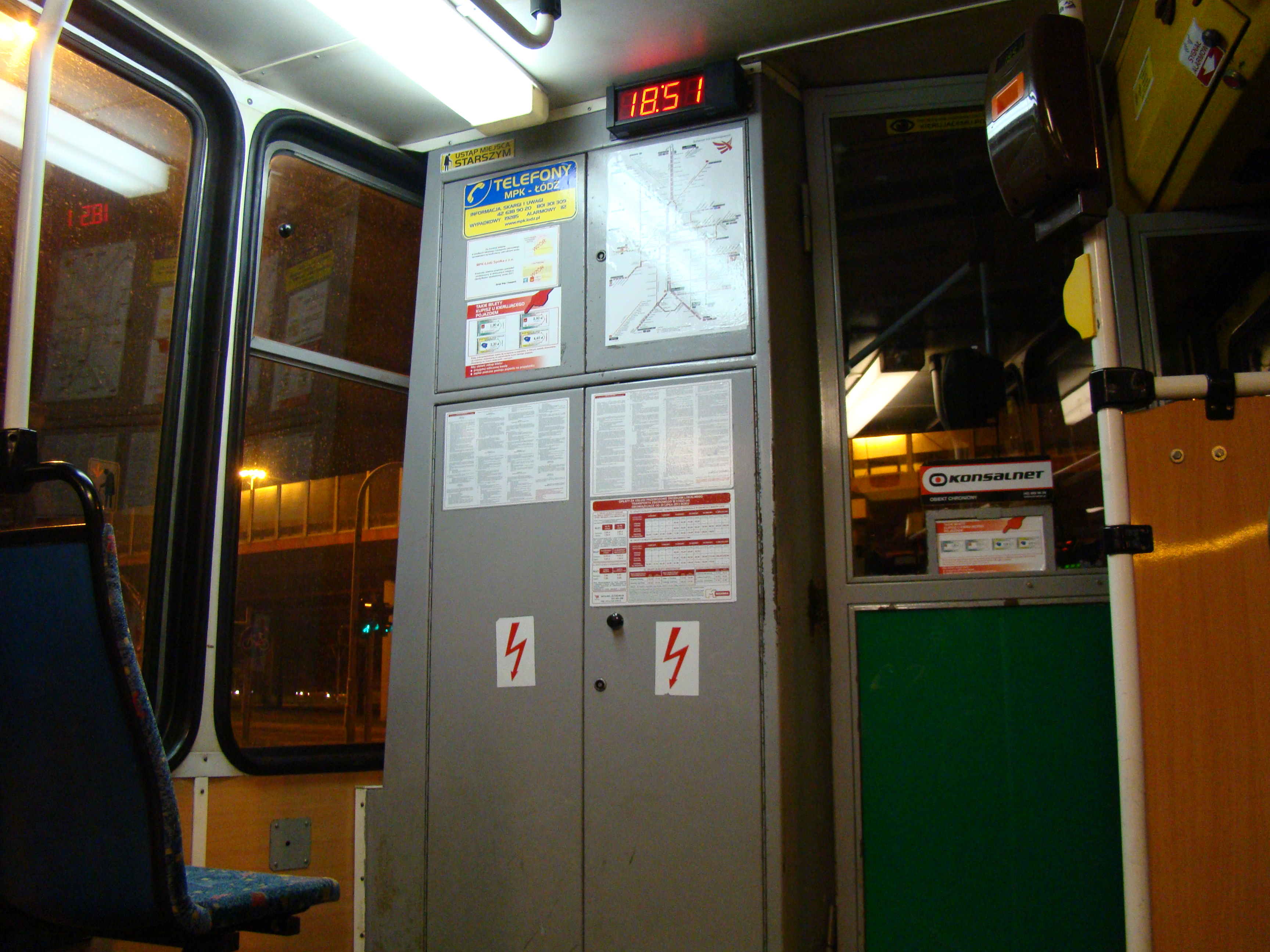
Łódzki Konstal 805Na - szafa aparatowa i kabina motorniczego
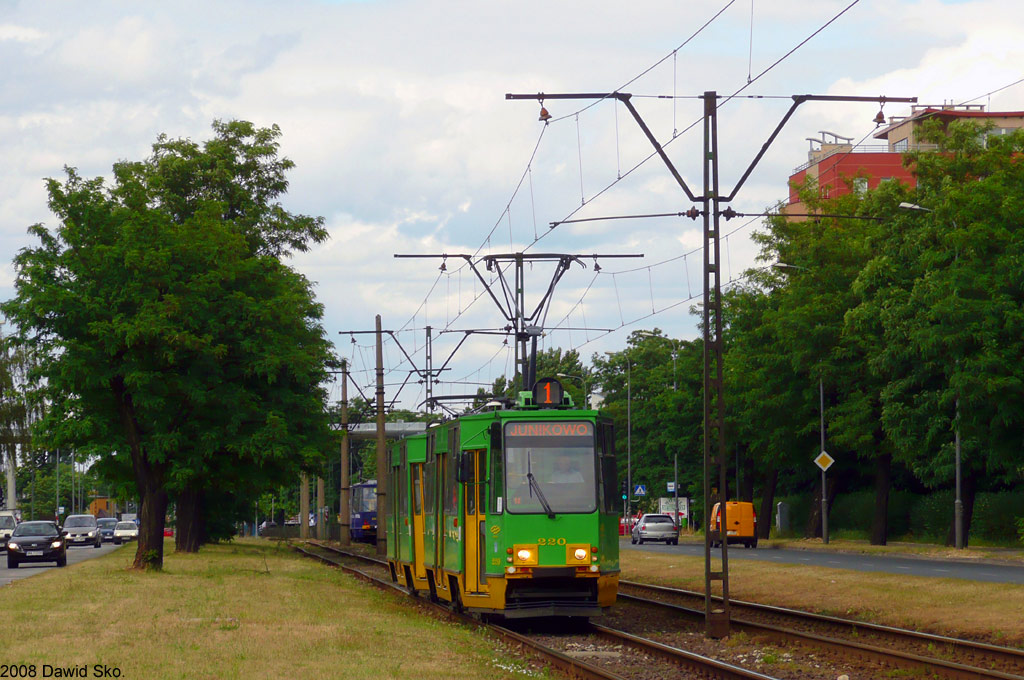
Konstal 105Na, Познань
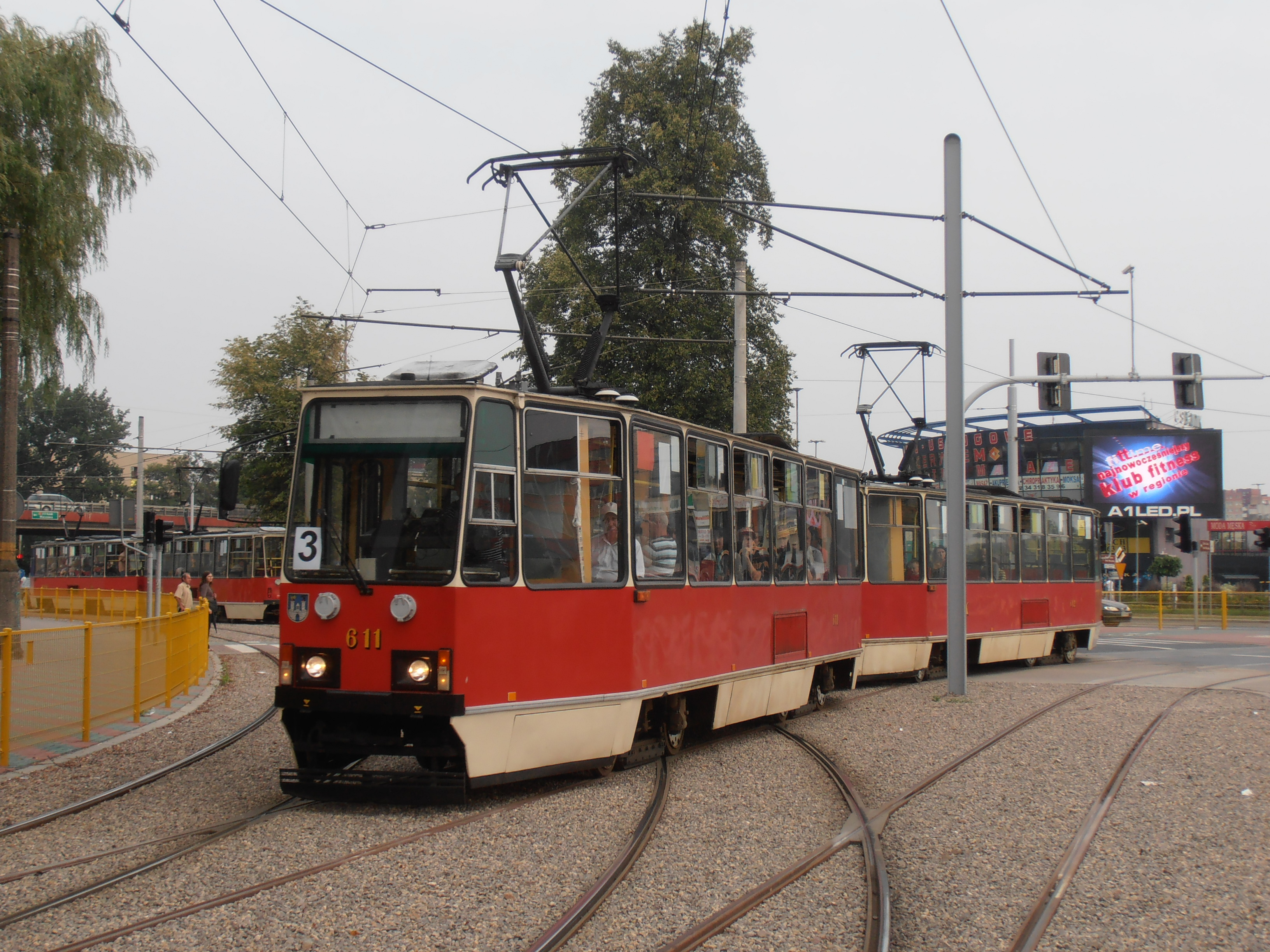
Konstal 105Na, Ченстохова